# Лилиенфельд
Лилиенфельд (нем. Lilienfeld) — город, окружной центр в Австрии, в федеральной земле Нижняя Австрия. В городе находится древнее цистерцианское аббатство Лилиенфельд.
Входит в состав округа Лилинфельд. Население составляет 3002 человека (на 31 декабря 2005 года). Занимает площадь 53,95 км². Официальный код — 31407.

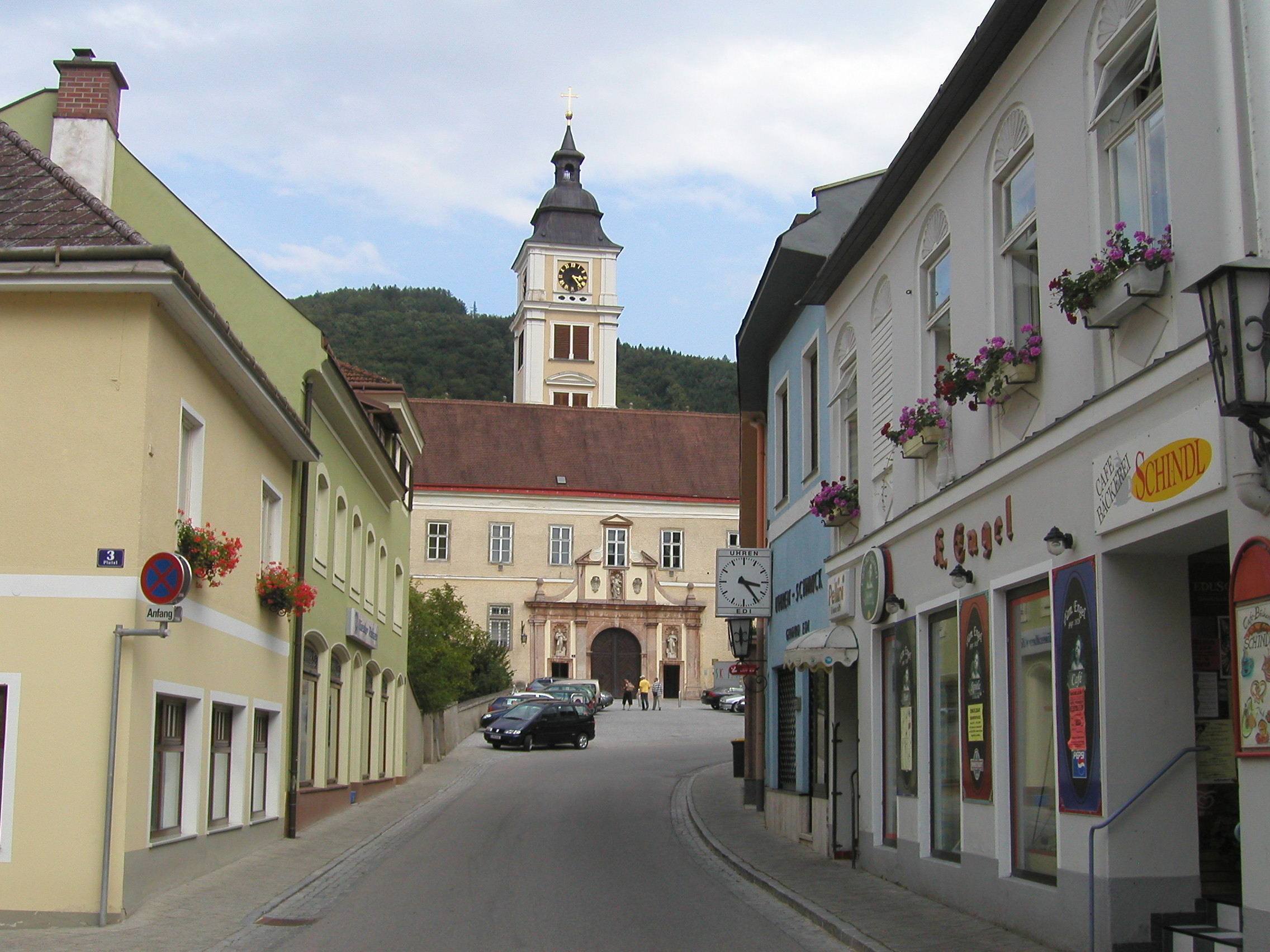
Лилиенфельд, вид на монастырь

## Политическая ситуация
Бургомистр коммуны — Херберт Шриттвизер (АНП) по результатам выборов 2005 года.
Совет представителей коммуны (нем. Gemeinderat) состоит из 23 мест.
- АНП занимает 16 мест.
- СДПА занимает 7 мест.